# Isadore Nathan Dubin
Isadore Nathan Dubin (gelegentlich auch Isidore Nathan Dubin, * 13. Juli 1913 in Montreal; † 2. November 1980 in Toronto) war ein kanadisch-amerikanischer Pathologe. Er beschrieb gemeinsam mit Frank B. Johnson das Dubin-Johnson-Syndrom.

## Leben
Dubin studierte an der McGill University in Montreal, wo er 1935 einen Bachelor-Abschluss und 1939 einen Abschluss in Medizin erwarb. Ab 1942 war er als Pathologe an der Duke University und ab 1944 – nunmehr als Dozent – an der University of Tennessee tätig. 1949/1950 folgte ein Forschungsaufenthalt am National Cancer Institute (NCI). Von 1951 bis 1955 leitete er die Abteilung für Leber-Pathologie des Armed Forces Institute of Pathology (AFIP). Anschließend leitete er als Professor das Institut für Pathologie des Woman’s Medical College of Pennsylvania.
Er war ab 1940 mit Alberta Sinkevitz verheiratet und Vater von zwei Töchtern und einem Sohn. Ab 1947 hatte Dubin die US-Staatsbürgerschaft inne.
Die von Dubin hinterlassenen Aufzeichnungen werden in der Bibliothek der Drexel University aufbewahrt.

## Schriften (Auswahl)
- I. N. Dubin, F. B. Johnson: Chronic idiopathic jaundice with unidentified pigment in liver cells; a new clinicopathologic entity with a report of 12 cases. In: Medicine (Baltimore). 33, 1954, S. 155–197, PMID 13193360, doi:10.1097/00005792-195409000-00001 (Erstbeschreibung des Dubin-Johnson-Syndroms)